# ديفيد تومسون (مستكشف)
ديفيد تومسون (30 أبريل 1770 -10 فبراير 1857) تاجر فراء بريطاني-كندي، ومساح، ورسام خرائط معروف لدى بعض الشعوب الأصلية باسم كو كو-سينت أو «مراقب النجوم». خلال مسيرة تومسون المهنية، سافر نحو 90,000 كيلومتر (56.000 ميل) عبر أمريكا الشمالية، ورسم خرائط 4,9 مليون كيلومتر مربع (1,9 مليون ميل مربع) من أمريكا الشمالية على طول الطريق. من أجل هذا العمل الفذ التاريخي، وصِف تومسون بأنه «أعظم جغرافي أرضي عملي أنتجه العالم».:xxxii

## شركة خليج هدسون
في 2 سبتمبر 1784 وصل تومسون إلى تشرشل (حاليًا في مانيتوبا) وعُين للعمل ككاتب/سكرتير، ونَسخ الأوراق الشخصية لحاكم فورت تشرشل، صامويل هيرن. في العام التالي، نُقل إلى مصنع يورك القريب، وعلى مدى السنوات القليلة التالية أمضى بعض الوقت بصفته سكرتير في كمبرلاند هاوس، وساسكاتشوان، وساوث برانش هاوس قبل وصوله إلى مانشستر هاوس في عام 1787. خلال تلك السنوات تعلم كيفية الاحتفاظ بالحسابات والسجلات الأخرى، وحساب قيم الفراء (لوحظ أنه كان لديه أيضًا العديد من جلود القندس باهظة الثمن في ذلك الوقت حتى عندما لم يكن أجر وظيفة السكرتير جيدًا)، وتتبع الإمدادات والواجبات الأخرى.:10–11
في 23 ديسمبر 1788 كُسر طومسون كسرًا خطيرًا في عظم الساق، فأجبِر على قضاء فصلي شتاء متتاليين في نقاهة في كمبرلاند هاوس. خلال هذا الوقت صقل ووسع مهاراته الرياضية، والفلكية، والمسح بشكل كبير تحت إشراف فيليب تورنور وهو مساح شركة خليج هدسون. وخلال هذه الفترة أيضًا فقد البصر في عينه اليمنى.
في عام 1790 مع اقتراب تدريبه المهني من نهايته، طلب تومسون مجموعة من أدوات المسح بدلًا من هدية الوداع النموذجية التي كانت عبارة عن ملابس راقية تقدمها الشركة لأولئك الذين يكملون مشروعهم. حصل على كليهما. دخل إلى شركة خليج هدسون بصفته تاجر فراء. في عام 1792 أكمل أول مسح مهم له، ورسم خريطة طريق إلى بحيرة أثاباسكا (حيث تقع حدود ألبرتا/ساسكاتشوان حاليًا). بين فبراير ومايو من عام 1793، وضع تومسون 34 مراقبة لخط طول كمبرلاند هاوس باستخدام المسافات القمرية. كان متوسط هذه المراقبات 102 درجة و12 دقيقة غربًا، أي نحو 2 درجة شرقًا من القيمة الحديثة. كان متوسط الخطأ في المراقبات الأربع والثلاثين نحو 15 دقيقة من خط الطول. لاحظ بروتون عام 2009 أن دقة نوع السدس الذي استخدمه تومسون هي 15 ثانية من القوس، أي ما يعادل خط الطول 7.5 دقيقة، ما يعطي حدًا مطلقًا لدقة الملاحظة الفردية. كان الخطأ في متوسط تومسون أقل من هذا عدة مرات. يشير الوقت الذي استغرقه في هذه المراقبات، نحو 3 ساعات من الحساب لكل منها، إلى أنه فهم قوة المتوسطات.
تقديرًا لمهاراته في صنع الخرائط والمسح، رقت الشركة تومسون إلى مساح في عام 1794. واصل العمل في شركة خليج هدسون حتى 23 مايو 1797 عندما غادرها محبطًا لأنه أُمِر بوقف المسح والتركيز على تجارة الفراء. سار مسافة 130 كيلومترًا (80 ميلًا) في الثلج من أجل الدخول في مسابقة التوظيف لشركة الشمال الغربي. هناك واصل العمل بصفته تاجر فراء ومساح.